# 原田紀香
原田 紀香（はらだ のりか、1982年7月2日 - ）は、日本のパラアルペンスキー選手（LW12-1（座位）クラス）である。京都府宇治市出身で、セールスフォース・ジャパン所属。
2022年北京冬季パラリンピックに出場し、女子回転（座位）で8位入賞を果たした。

## 経歴
高校の修学旅行でスキーに出会う。20代半ばまでは装具と松葉杖を使用しており、スキーで風を切って滑る感覚に感動。社会人になってから講習会を受講し本格的にスキーを始め、のちに競技に挑戦するようになる。

## 学歴
- 宇治市立大開小学校
- 宇治市立広野中学校
- 京都府立京都すばる高等学校

## 主な戦績
- 2022年 北京冬季パラリンピック
  - 女子大回転（座位）：途中棄権
  - 女子回転（座位）：8位

## 表彰
- 宇治市スポーツ賞
- 宇治市栄誉賞

## メッセージ
「障害があっても、それを個性として捉え、やりたいと思ったら行動を起こしてほしい」と語り、挑戦することの大切さを訴えている。地元・宇治市への感謝も忘れず、支えてくれた人々への恩返しを胸に競技を続けている。